# Cytinus capensis
Cytinus capensis är en tvåhjärtbladig växtart som beskrevs av Hermann Wilhelm Rudolf Marloth. Cytinus capensis ingår i släktet Cytinus och familjen Cytinaceae. Inga underarter finns listade i Catalogue of Life.